# Salorno

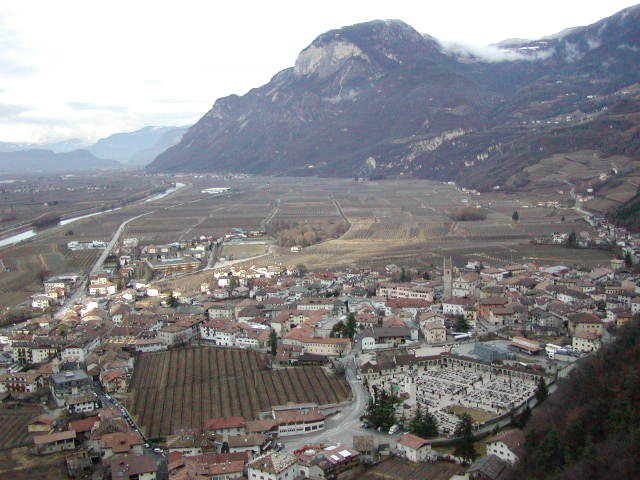
Salorno-Salurn.

Salorno (en alemán Salurn) es un municipio italiano de 2.939 habitantes perteneciente a la Provincia Autónoma de Bolzano.
Se ubica en el extremo meridional de esta provincia, justo en la frontera con el Trentino, cerca del río Adigio y a 224 metros de altitud.
En 1946, pasó de la Provincia Autónoma de Trento a la Provincia Autónoma de Bolzano, en virtud del acuerdo De Gasperi-Gruber.
Su población se declara en su mayoría de habla italiana:
| Composición lingüística Fuente: Astat informazioni N.17 - 08/2002 | 37,43% idioma alemán   |
| Composición lingüística Fuente: Astat informazioni N.17 - 08/2002 | 62,19% idioma italiano |
| Composición lingüística Fuente: Astat informazioni N.17 - 08/2002 | 0,39% idioma ladino    |

El nombre aparece como Salurna, Salurn, Salurne en 580 y probablemente deriva del término prerromano sala, que hace referencia a un pantano. Otra posible teoría dice que el nombre de este lugar viene de Solis Urnae, tumba del sol. Esta tesis se ve reforzada por el hecho de que Salorno raras veces ve el sol en invierno.

## Geografía y territorio
En las laderas orientales del municipio se encuentran las fracciones de Pochi (Buchholz) y Cauria (Gfrill).
Al norte limita con la ciudad de Egna, de cuyo centro dista unos 12 km. Al noroeste, al otro lado del río Adigio, se encuentra Cortina sulla strada del vino, mientras que directamente al oeste (al lado opuesto del río) se halla Roverè della Luna.

## Evolución demográfica
| Gráfica de evolución demográfica de Salorno entre 1861 y 2001 |
|                                                               |
| Fuente ISTAT - elaboración gráfica de Wikipedia               |

## Política
El pueblo se halla en la frontera étnico-cultural entre el Trentino y el Tirol del Sur-Alto Adigio. 
A pesar de que un importante sector de la población es de habla alemana y de ser un pueblo agrícola, Salorno se caracteriza por no estar dominado políticamente por el Partido Popular Sudtirolés, que es compañero indispensable para formar una coalición entre partidos italianos de centro-izquierda y una lista cívica interétnica con fuerte presencia de los Verdes.

## Haderburg - Castillo de Salorno

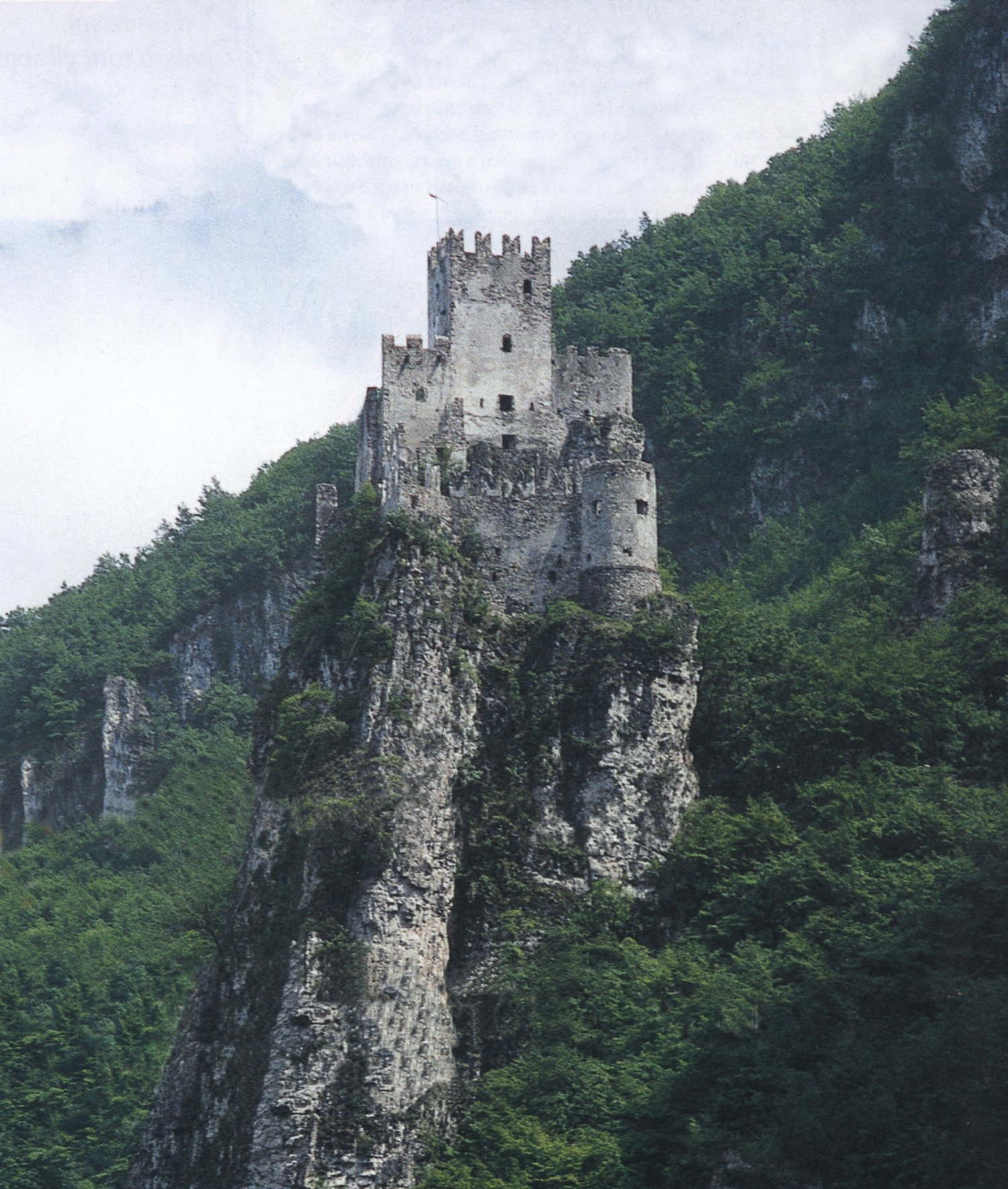
Haderburg, el castillo de Salorno.

Al sur del pueblo, a un lado de la montaña, se alza el Haderburg, el castillo de Salorno, que data del siglo XIII. Aunque se encuentra en un estado tosco, puede visitarse su interior.
El castillo es accesible a pie en unos veinte minutos desde el pueblo de Salorno a lo largo de un cómodo camino.

## Festividades
- La fiesta del pueblo es la festa dei portoni/Torbogenfest. Se celebra todos los años en Pentecostés, durante tres días. Las principales asociaciones de voluntariado del lugar proporcionan gastronomía, espectáculos al aire libre, música y eventos culturales, organizados en los patios de las principales residencias del centro, que precisamente para la ocasión abren al público sus "portones", haciendo posible la visita de estas históricas moradas de indudable valor arquitectónico y cultural.